# Nahne
Nahne ist ein Stadtteil im Süden von Osnabrück mit 2246 Einwohnern (12/2022), die sich auf 4,75 km² Fläche verteilen. Nahne ist damit der Stadtteil mit der geringsten Einwohnerzahl in Osnabrück.

## Räumliche Gliederung
Nahne grenzt im Norden an den Stadtteil Schölerberg, im Nordwesten an den Stadtteil Kalkhügel, im Westen an den Stadtteil Sutthausen und im Osten an den Stadtteil Voxtrup. Im Süden schließt sich der Ortsteil Harderberg der Stadt Georgsmarienhütte an.
Das Terrain Nahnes ist hügelig: Der Stadtteil liegt zwischen dem Schölerberg (127 m ü. NN) und dem Osterberg (173 m ü. NN). Der Großteil der Fläche Nahnes ist landwirtschaftlich genutztes Gebiet. Der Stadtteil wird in Nord-Süd-Richtung von der Iburger Straße (Bundesstraße 51, Bundesstraße 68) sowie in Ost-West-Richtung von der Bundesautobahn 30 unterteilt. Die beiden Verkehrsachsen sind an ihrem Schnittpunkt durch die Anschlussstelle Osnabrück-Nahne miteinander verknüpft. Die Wohnbebauung konzentriert sich nordwestlich sowie südöstlich dieser Verkehrsachsen. Das Gewerbegebiet Am Wulfter Turm nördlich von Sutthausen gehört ebenfalls zu Nahne.

## Geschichte
Zu den ersten menschlichen Spuren auf Nahner Gebiet gehören die Großsteingräber bei Nahne.
Die Bauerschaft Nahne ist ca. 850 Jahre alt. Die frühste Erwähnung Nahnes findet sich in einer Urkunde über die Abpfarrung der Kirche St. Johann vom Osnabrücker Dom aus dem Jahr 1147, in der Nahne als „Noan“ erwähnt wird. Neben Nahne werden ebenfalls einige Ortschaften und Bauernhöfe der Gegend genannt. Hierzu zählen die Hetlage (später Hettlich), Voxtrup, Molenseten (später Sandfort), Düstrup, Hickingen, Entrup, Bröcker, Wehinghaus,  Malbergen, Holzhausen, Wulften, Bomthe, Hagen und einige weitere.
Schon vor der Eingemeindung, die am 1. Juli 1972 wirksam wurde, war Nahne wirtschaftlich stark an die Stadt Osnabrück gebunden. Dies ist unter anderem durch die agrarische Ausprägung des Ortes bedingt, der die Stadt früher mit landwirtschaftlichen Gütern versorgte. Bis 1934 war Nahne erheblich größer und reichte im Norden bis an den Stadtteil Fledder heran. Heute ist der Stadtteil geprägt von Siedlungshäusern und großen Verbrauchermärkten, mit dem Kreishaus im Osten sowie mittelständischen Handwerks- und Gewerbebetrieben im Westen bis zur Stadtteilgrenze an der Sutthauser Straße. Die früher selbstständige Gemeinde Nahne hatte kein eigenes Wappen.

## Einwohnerentwicklung
Die Einwohnerentwicklung des Stadtteils Nahne:
| Datum             | Einwohner |
| ----------------- | --------- |
| 31. Dezember 2004 | 2203      |
| 31. Dezember 2005 | 2212      |
| 31. Dezember 2006 | 2197      |
| 31. Dezember 2007 | 2218      |
| 31. Dezember 2008 | 2212      |

| Datum             | Einwohner |
| ----------------- | --------- |
| 31. Dezember 2009 | 2259      |
| 31. Dezember 2010 | 2253      |
| 31. Dezember 2011 | 2274      |
| 31. Dezember 2012 | 2285      |
| 31. Dezember 2013 | 2194      |

| Datum             | Einwohner |
| ----------------- | --------- |
| 31. Dezember 2014 | 2222      |
| 31. Dezember 2015 | 2245      |
| 31. Dezember 2016 | 2261      |
| 31. Dezember 2017 | 2268      |
| 31. Dezember 2018 | 2229      |

| Datum             | Einwohner |
| ----------------- | --------- |
| 31. Dezember 2019 | 2243      |

## Persönlichkeiten
Zwischen August und November 1920 lehrte der Schriftsteller Erich Maria Remarque als Volksschullehrer in Nahne.
Nahne ist der Geburtsort des deutschen SPD-Politikers und Rostocker Bundestagsabgeordneten Christian Kleiminger. Er besuchte hier in den Jahren 1972 bis 1976 die Franz-Hecker-Grundschule.

## Einrichtungen und Sehenswertes

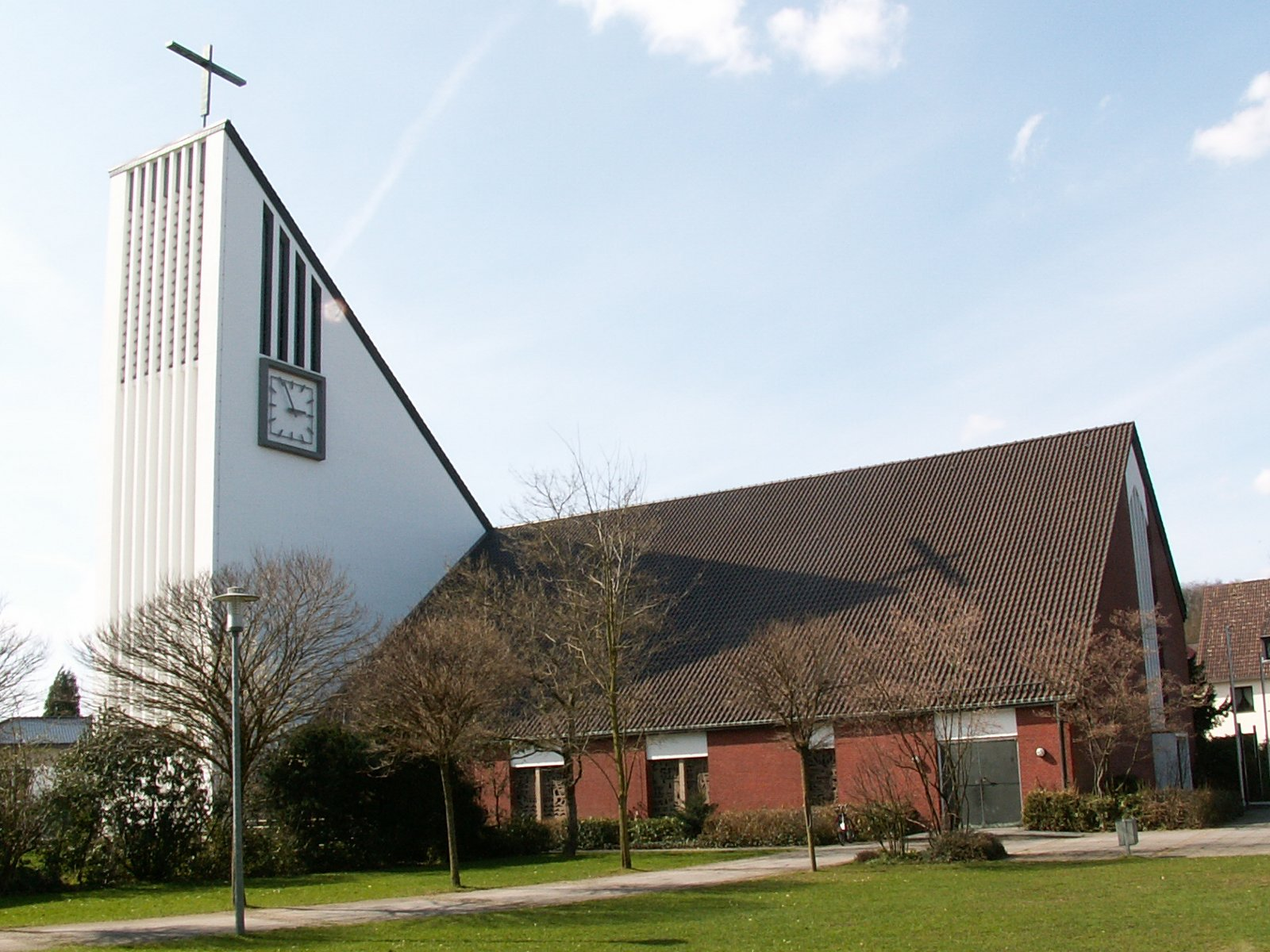
Kath. Kirche St. Ansgar

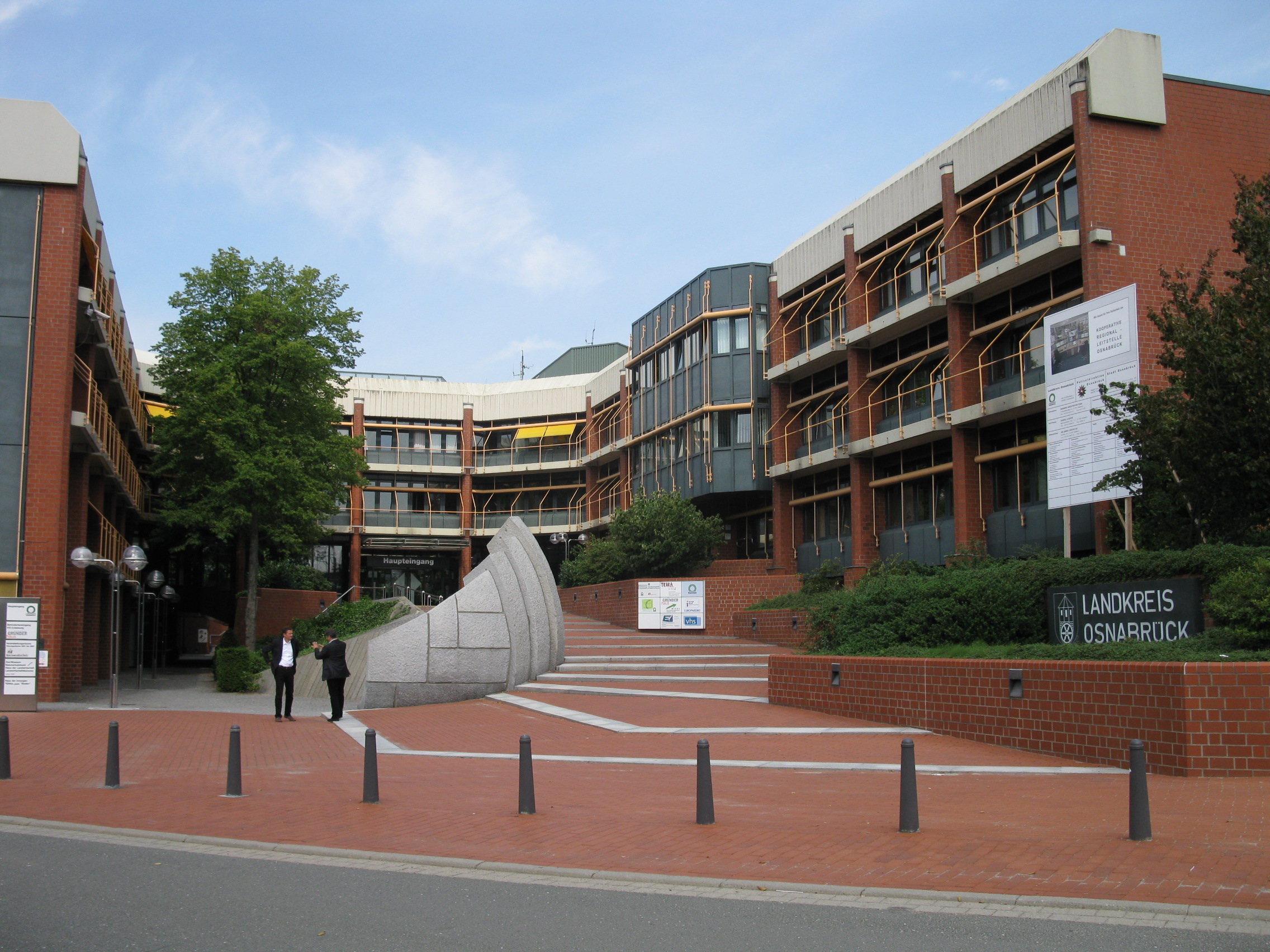
Kreishaus des Landkreises Osnabrück

Einrichtungen im Stadtteil sind die katholische St.-Ansgar-Kirche, die städtische Franz-Hecker-Grundschule, der Nahner Friedhof und die Sportanlage des Sportvereins TuS Nahne. Außerdem liegen Teile des Osnabrücker Zoos auf Nahner Gebiet.
Bekannt ist Nahne in der Region Osnabrück auch als Standort des Kreishauses des Landkreises Osnabrück. Osnabrück ist damit Kreishauptstadt und Namensgeber eines Landkreises, dem es als kreisfreie Stadt selbst nicht angehört. Im Kreishaus tritt der Kreistag – das oberste Organ des Landkreises – zusammen, darüber hinaus ist es Sitz der Kreisverwaltung.
Seit Mitte der 1950er Jahre finden auf der Nahner Waldbahn Motorrad-Grasbahnrennen statt. Die Veranstaltungen genießen überregionales Interesse, Veranstalter ist die Auto- und Motorsportgemeinschaft (AMG) Osnabrück. Hinter dem Kreishaus liegt der ca. ein Hektar große Erlebnispark Boden des Natur- und Geoparks TERRA.vita, der als Teil des regionalen Expo 2000-Projekts Faszination Boden angelegt wurde.